# Asteroporpa lindneri
Asteroporpa lindneri is een slangster uit de familie Gorgonocephalidae.
De wetenschappelijke naam van de soort werd in 1948 gepubliceerd door Austin Hobart Clark.